# Timón de espadilla

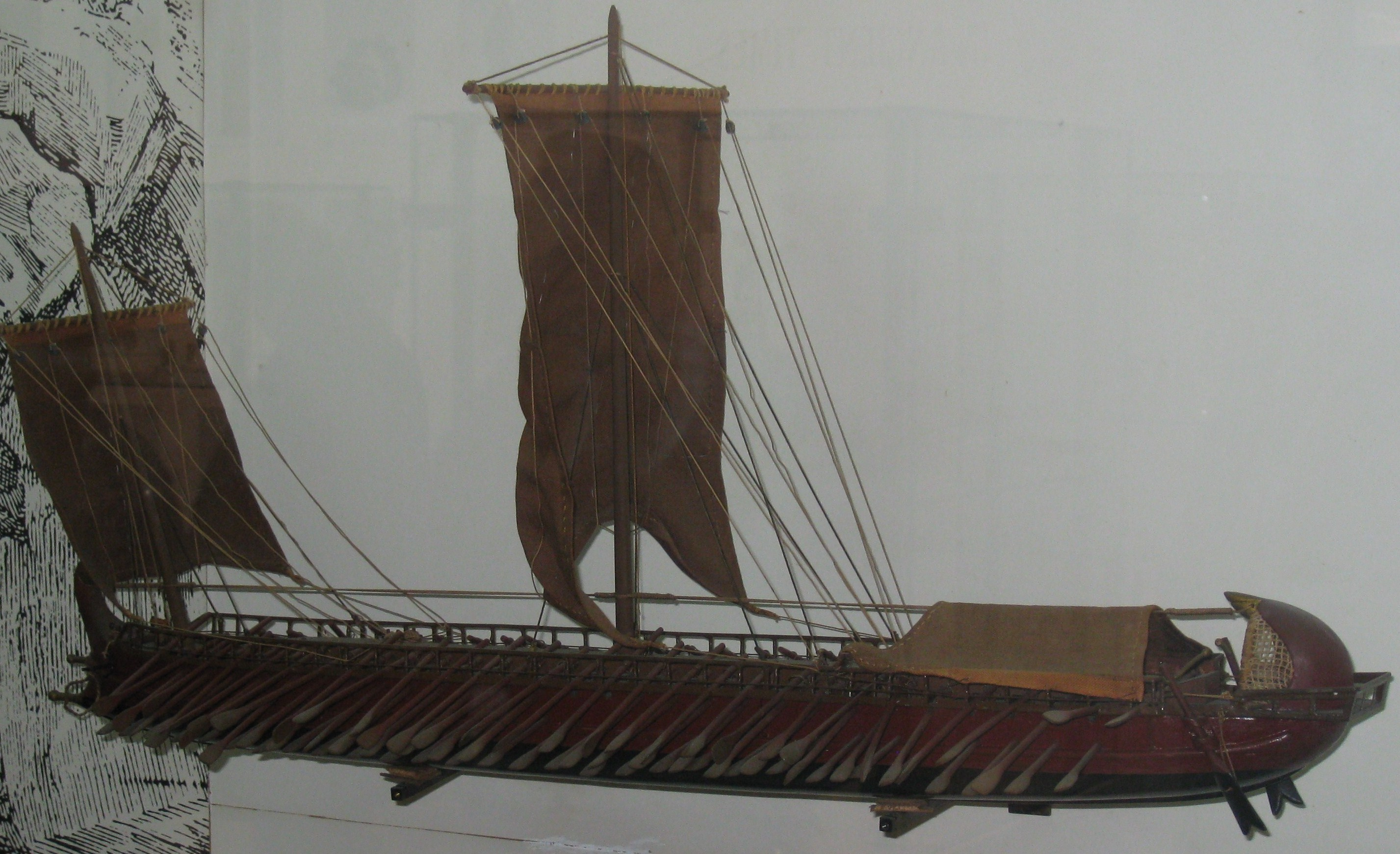
Modelo reducido de un trirreme ateniense del antes de Cristo. Dispuestos en popa pueden observarse dos timones de espadilla, uno a babor y otro a estribor.

En náutica, el timón de espadilla es un tipo de timón que estaba principalmente compuesto por la espadilla, una especie de remo grande que se utilizaba para guiar las embarcaciones. El timón de espadilla se colocaba a popa en uno de los dos costados de la nave y fue usado durante miles de años, puesto que las galeras fenicias más antiguas conocidas se remontan a más de mil años antes de Cristo. Este tipo de timón fue reemplazado por el timón de codaste a lo largo del siglo XIII (siendo el codaste el extremo de popa del barco, perpendicular a la quilla). El timón de codaste, al estar situado en el mismo eje de dirección del buque, permite la obtención de una curva direccional mucho más franca y mucho mejor controlada por el piloto de la nave.
También se llama «timón de espadilla», por metonimia, a todo timón improvisado con elementos de emergencia cuando se acaba de perder o inutilizar el timón de codaste propio de la nave en la que se está navegando.